# Szaławiła
Szaławiła – opowiadanie fantasy autorstwa Marty Kisiel, należące do cyklu Dożywocie.  Zdobyło nagrodę im. Janusza A. Zajdla za rok 2017. Dostało dołączone do wznowienia pierwszego tomu serii, który ukazał się na rynku nakładem wydawnictwa Uroboros. 

## Fabuła
Oda ma czterdzieści dwa lata. Po swojej matce dziedziczy wąsik nad górną wargą oraz dużą sumę pieniędzy. Za część z nich kupuje ziemię, na której niegdyś stała Lichotka należąca do Konrada Romańczuka. Kobieta zauważa, że ziemia na terenie drży, jednak mimo to stawia na nim niewielki domek. Po jakimś czasie okazuje się, że w piwnicy pojawia się Bazyl: czort z wadą wymowy. 